# Superclásico de las Américas 2014
Il Superclásico de las Américas 2014 è la terza edizione del trofeo, disputato l'11 ottobre 2014 tra Argentina e Brasile allo Stadio Nazionale di Pechino. Dopo che l'anno precedente il trofeo non è stato disputato, è cambiata la formula che ora prevede una gara unica e non più andata e ritorno.

## Risultati
| Arbitro: | Fan Qi |

|  |           |                   |
|  | Marcatori | 28’, 64’ Tardelli |

| Brazil | Argentina |